# Nestor (Schiff, 1916)
Die HMS Nestor war ein Zerstörer der Admiralty M-Klasse der Royal Navy. Sie war das siebte von der Werft Swan Hunter gefertigte Schiff dieser Klasse und gehörte zur 13. Zerstörerflottille der Battle Cruiser Fleet in der Skagerrakschlacht. Sie führte den Angriff der Zerstörer gegen die deutschen Schlachtkreuzer. Dabei entdeckten die Zerstörer die zu den Schlachtkreuzern aufschließende  deutsche Hochseeflotte.
Der Zerstörer sank am Abend des 31. Mai 1916 im Feuer der deutschen Linienschiffe.

## Geschichte derNestor

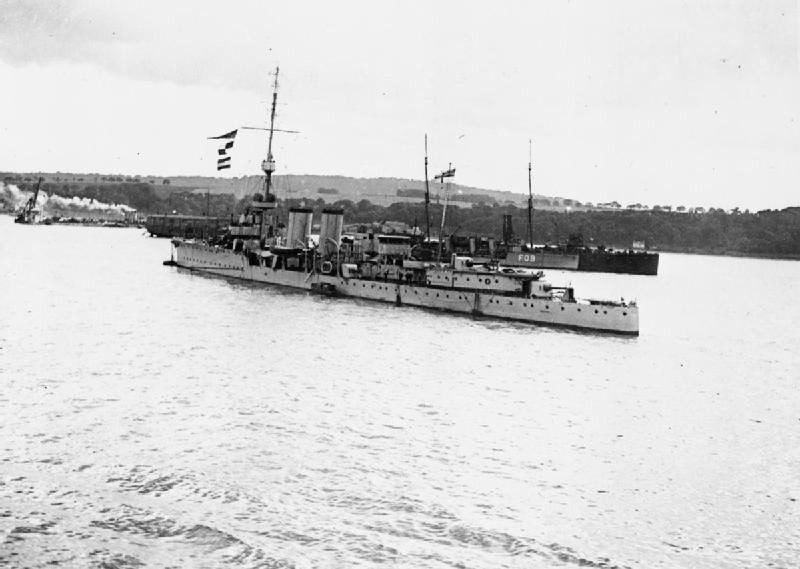
Die Champion,
Führungskreuzer der 13th DF

Die Nestor wurde bei Swan, Hunter & Wigham Richardson Ltd in Wallsend am 15. Mai 1915 als Neubau mit der Baunummer 955 begonnen. Die Nestor lief am 22. Dezember 1915 vom Stapel. Für die Bauwerft war sie der siebte Auftrag für einen Zerstörer der M-Klasse, nach der Nestor wurden dann zwei weitere Zerstörer mit den BauNr. 1001 und 1003 als Partridge und Pasley im Sommer 1916 fertiggestellt. 

Die Werft in Wallsend hatte ihren ersten Auftrag (HMS Matchless) schon vor dem Kriegsausbruch erhalten.  Die Werft lieferte ab dem 28. Dezember 1914 Matchless (BauNr. 949), Marmion (BauNr. 977), Martial (BauNr. 979) mit Parsons-Turbinen, Mary Rose (BauNr. 981) und Menace (BauNr. 983) mit Brown-Curtis-Turbinen sowie Nessus (BauNr. 993) wieder mit Parsons-Turbinen.
Die Nestor war wieder mit Brown-Curtis-Turbinen ausgerüstet. Am 29. April 1916 nahm der Zerstörer seinen Dienst bei der neuaufgestellten 13th Destroyer Flotilla auf. Die  neue Flottille wurde vom neuen Kreuzer  Champion der Calliope-Klasse und teilte sich in Rosyth den Zerstörer-Tender Woolwich mit der 1st Destroyer Flotilla.

Mit  zwölf Zerstörern der M-Klasse, darunter Nestor, nahm die Flottille an der Skagerrakschlacht als Sicherung der 1st Battlecruiser Squadron teil.

### Einsatz in der Skagerrakschlacht
Die Nestor unter Commander Edward Bingham war das Führungsboot der zweiten Division der 13th DF, zu der noch Nomad und Nicator gehörten.
Nach dem ersten Gefecht der Schlachtkreuzer unter Vizeadmiral Hipper beziehungsweise Vizeadmiral Beatty, befahl Beatty seinen Zerstörern, die deutschen Schlachtkreuzer anzugreifen, um sie an einer Flucht zu hindern. Zwölf Zerstörer liefen in drei Gruppen, geführt von Nestor, Obdurate bzw. Narborough,  auf den deutschen Verband zu und schossen auf acht bis neun km Distanz zwanzig Torpedos ab, von denen nur einer der Petard die Seydlitz traf. Der deutsche Verband schoss mit seiner Mittelartillerie auf die Zerstörer und traf nur die Nomad, die mit Maschinenausfall liegen blieb.
Hipper hatte auch einen Teil seiner Torpedoboote, die IX. Flottille mit elf Booten gegen den Feind gesandt, die mit achtzehn Torpedos keines der großen britischen Schiffe trafen. Die beiden Zerstörerverbände beschossen sich gegenseitig, wobei die Briten deutliche Vorteile hatten und V 27 und V 29 außer Gefecht setzten.
Ein Befehl Beatty's an seine Zerstörer zum Rückzug wurde auf der Nestor, dem vordersten Zerstörer nicht erkannt, die auf die sich nähernde Hochseeflotte mit Nicator und Moorsom zulief. Als sie sich auf Torpedoschussdistanz genähert hatten, wurde Nestor schwer getroffen und blieb liegen. Die Nicator konnte gerade noch ausweichen, ohne ihre Torpedos abzuschießen. Bingham befahl den beiden Zerstörern, zum Führerkreuzer zurückzulaufen. Nestor und Nomad lagen nun beide bewegungsunfähig zwischen der Hochseeflotte und  den britischen Verbänden. Die beiden Zerstörer verschossen ihre verbliebenen Torpedos und wurden von den passierenden  Linienschiffen zusammengeschossen. Zuerst sank die Nomad und wenig später auch Nestor. 

Der Kommandant hatte den Untergang erwartet und hatte das Verlassen des Zerstörers vorbereiten lassen. So wurden 75 Mann der Nestor von deutschen Torpedobooten gerettet.
Bingham (1881–1939) wurde für seine Führung mit dem Victoria-Kreuz ausgezeichnet und verblieb bis zum Waffenstillstand 1918 in deutscher Kriegsgefangenschaft. 1932 wurde er als Konteradmiral verabschiedet.

### Das Wrack
Die Reste der Nestor sind  heute ein geschütztes Seekriegsgrab nach dem britischen Protection of Military Remains Act 1986.